# Soufiane Sahbaoui
Soufiane Sahbaoui (14 augustus 1995) is een Marokkaans voormalig baan- en wegwielrenner die twee jaren reed voor VIB Sports.

## Carrière
In 2013 werd Sahbaoui derde op het nationaal kampioenschap tijdrijden voor junioren, achter Abderrahim Zahiri en Othmane Choumouch.
In de Ronde van Egypte van 2016, die al op 28 december 2015 begon, wist Sahbaoui de eerste etappe te winnen door de Nederlanders Adne van Engelen en Florian Smits naar de dichtste ereplaatsen te verwijzen. Door zijn overwinning nam hij de leiderstrui over van Islam Shawky, die de proloog had gewonnen. Deze leiderstrui wist Sahbaoui in de tweede etappe met succes te verdedigen, maar moest hij na de ploegentijdrit in de derde etappe weer afstaan aan Shawky. In februari nam Sahbaoui deel aan de tweede Afrikaanse kampioenschappen baanwielrennen, waar hij samen met Abderrahim Aouida, Mohcine El Kouraji en El Mehdi Chokri de gouden medaille veroverde op het onderdeel ploegenachtervolging. Twee maanden nam hij deel aan de Ronde van Senegal, waar hij in de tweede etappe enkel werd geklopt door Abdellah Ben Youcef. In mei won hij de Trophée de l'Anniversaire, een Marokkaanse eendagswedstrijd die deel uitmaakt van de Challenge du Prince. Zijn derde seizoensoverwinning behaalde Sahbaoui in oktober door de derde etappe in de GP Chantal Biya op zijn naam te schrijven.
Voor het seizoen 2017 tekende Makhchoun een contract bij VIB Bikes, een nieuw opgerichte Bahreinse wielerploeg. Namens een nationale selectie nam hij in februari deel aan de Challenges de la Marche Verte, een serie van drie eendagskoersen. In de GP Sakia El Hamra, de eerste race, werd hij vierde in een sprint met een kleine groep. Twee dagen later reed hij de GP Oued Eddahab niet uit, waarna hij in de GP Al Massira zevende wist te worden.

## Baanwielrennen

### Palmares
| Jaar | MK | AK                   | WK | Overig |
| ---- | -- | -------------------- | -- | ------ |
| 2016 |    | Ploegenachtervolging |    |        |

## Wegwielrennen

### Overwinningen
2015
1e etappe Ronde van Egypte
2016
Trophée de l'Anniversaire
3e etappe GP Chantal Biya
2017
Jongerenklassement La Tropicale Amissa Bongo

## Ploegen
- 2017 –  VIB Bikes
- 2018 –  VIB Sports

Al Doseri · Al Sammirraie · Al-Khafaji · Alali · Alawi · Aldiwani · Almetif · Alsaadi · Alshbil · Jawad · Khalefa · Khalil · Makhchoun · Mansoor · Ragaey · Sahbaoui · Shawky
Al Moakee · Al Rikabi · Alawi · Ayachi · Ayyad · Costa · Jawad · Khalefa · Makhchoun · Nouisri · Reguero · Sahbaoui · Valiente · Wais